# Monumentul Eroilor Bănățeni de pe Muntele Mic
Monumentul Eroilor Bănățeni de pe Muntele Mic cunoscut și sub numele colocvial de Crucea Eroilor de pe Muntele Mic este un monument comemorativ al eroilor bănățeni care au căzut în Primul Război Mondial ridicat în anul 1936 și refăcut în perioada anilor 2001-2004. Crucea aflată la altitudinea de 1670 metri este actual structurată din oțel laminat și are o înălțime de 27 metri. Ca urmare a dimensiunilor și a altitudinii, ea ocupă în anul 2018 locul al doilea din România, după Crucea Eroilor de pe Muntele Caraiman. Accesul către platoul pe care a fost construită se face prin satul Borlova, comuna Turnu Ruieni, urmând drumul care șerpuiește circa cincisprezece kilometri prin pădurile de brad.
Crucea inițială ridicată în anul 1936 se afla exact în același loc, fiind înaltă de 25 de metri și fiind făcută din opt trunchiuri de brad grupate două câte două. Trunchiurile de brad au fost selectate din pădurea de pe Muntele Mic și au fost transportate la locul construcției cu ajutorul cailor. Axul vechii cruci a fost fixat într-o platformă metalică încastrată în stâncă. Crucea a fost dotată cu o sirenă și patru proiectoare alimentate de o microhidrocentrală electrică. În momentele când cerul era senin, crucea era vizibilă noaptea din Timișoara, dar mai ales din cupola de sub crucea Catedralei.
Din cauza erodării structurii lemnoase din cauze naturale, crucea veche s-a deteriorat semnificativ, fapt pentru care, la inițiativa inginerului Cristian Mâțu și a profesorului timișorean Cornel Hamat, supervizați de Mitropolia Banatului și de Laurențiu Streza, episcop de Caransebeș, s-a purces la înlocuirea ei cu alta nouă. Crucea de oțel nou ridicată, a fost sfințită în ziua de 14 septembrie 2004.
Din anul 2006, la praznicul Înălțării Sfintei Cruci din fiecare 14 septembrie, comunitatea locală a organizat an de an pelerinaje la acest monument. Crucea Eroilor de pe Muntele Mic a devenit cu trecerea timpului un simbol al Banatului Montan.